# バリー・マニロウ
バリー・マニロウ（Barry Manilow, 1943年6月17日 - ）は、アメリカ合衆国の歌手、作曲家、プロデューサー。代表曲は「哀しみのマンディ」、「歌の贈りもの」（この2曲は全米No.1）、「コパカバーナ」。

## 概要
ニューヨーク市ブルックリン出身のロシア系ユダヤ人。ジュリアード音楽院卒業。
2007年4月現在、全世界で通算7,500万枚以上のセールスを記録。1978年には5枚のアルバムがベストセラーとなった。この記録はフランク・シナトラとジョニー・マティスの記録に匹敵する。シングルがビルボードトップ100にランクインし、アルバムの売り上げが200万枚を記録し、ラジオ&レコーズのナンバー1アダルト・コンテンポラリー・アーティストと呼ばれ、3年連続でアメリカン・ミュージック・アウォーズのFavoritePop/Rock Male Artistを受賞した。
1970年代にフランク・シナトラから「次に来るのは彼だ」と言われ、1988年のパーティーの際にボブ・ディランから抱擁を受け「あなたがしていることを止めないでくれ。我々はあなたの影響を受けている。」と言われ、アーセニオ・ホールからはトークショーのお気に入りゲストとして挙げられマニロウの作品は賞賛に値すると言われるなど、多くの著名人から高く評価されている。
マニロウはベット・ミドラー、ディオンヌ・ワーウィック、ローズマリー・クルーニーなどのアルバムをプロデュースした。またミュージカルと映画のための曲も書いている。
2005年2月からラスベガス・ヒルトンで長期公演「ミュージック・アンド・パッション」（後に「アルティメット・マニロウ」）を行っていたが、5年間の公演に2009年12月終止符を打ち、2010年3月からパリス・ラスベガスで長期公演を再開している。現在も旧ラスベガス・ヒルトンであるウェストゲートホテルで長期公演を継続中である。
2014年に長年のマネージャでバリー・マニロウ・プロダクションズの社長を務めているゲアリー・キーフと同性婚した（ただし、式を挙げただけで法的な書類は未提出なので正式な結婚ではない）ことが2015年4月に明らかになった

## 来歴

### 初期
バリー・マニロウは1943年6月17日にバリー・アラン・ピンカス（Barry Alan Pincus）としてニューヨーク市ブルックリンに生まれる。両親のハロルドとエドナ・ピンカス（それぞれ1993年と1994年に逝去）は、ロシア系ユダヤ人を祖先に持つ。
マニロウが2歳のときに両親が離婚。その後はブルックリンのウィリアムズバーグで母親と母方の祖父母のジョセフとエステル・マニロウに育てられる。マニロウは祖父母から強い影響を受けた。初めて楽器を演奏するきっかけを作ったのも祖父母であり、ユダヤ系住民とイタリア系住民の多く住む近所で流行っていたアコーディオンの演奏を勧めた。1948年、5歳のときに従兄弟のデニスへのプレゼントとして、祖父と硬貨投入式の記録ブースで「ハッピーバースデー」を録音した。25年後、"Sing It"で知られているこの録音サンプルは最初のアルバムの1曲目に収録された。
母親がウィリー・マーフィーと再婚した際、継父がジャズとスウィングのレコードの膨大なコレクションを持参した。マニロウは、絶えずこれらのレコードを聴いた。マニロウはハロルド・アーレン、アーヴィング・バーリン、レナード・バーンスタイン、コール・ポーター、ネルソン・リドルなどの指揮者や作曲家に憧れるようになった。1956年、バル・ミツワーの年でもある13歳の誕生日にウィリーからピアノをプレゼントされた。この時期に母親は彼女とバリーの姓を彼女の旧姓である「マニロウ」に正式に変更した。それから数年間、中小企業と党のために地元で演奏を始めた。1961年、東部地区の高校を卒業。

### 1960年代
高校卒業後、マニロウはニューヨーク音楽大学とジュリアード音楽院に入学し、学業の傍ら学費を稼ぐためにCBSの郵便室で働いた。CBSで働いていた1964年、21歳のマニロウはディレクターのブロ・ヘロッドと出会い、メロドラマThe Drunkardで使う数曲のパブリックドメイン曲のアレンジの依頼を受ける。結局アレンジではなくオリジナル曲を書いた。ミュージカルは成功し、ニューヨーク13番街劇場のオフ・ブロードウェイで8年間上演された。
また、1964年には高校時代の恋人であるスーザン・ダイクスラー (Susan Deixler) と結婚した。しかしマニロウが音楽に専念しすぎたため、結婚生活に支障をきたした。22歳のときにフルタイムで音楽を始めるべきかどうかについて『プレイボーイ』誌1965年12月号のコラムでアドバイスを求め、音楽に専念することを決意した。1966年1月6日、マニロウが離婚を求めDeixlerが婚姻の無効を申請した。マニロウはピアニスト、プロデューサー、編曲家として働いた。当時は「小切手が現金化されるならば、私はそこにいた。」と、仕事を選ばなかった。
マニロウはまた、CMソングの作曲と歌の仕事を得、1970年代まで続けた。マニロウはBowlene Toilet Cleaner、State Farm Insurance、Stridex acne cleanser、バンドエイドなど多数のCMソングを作曲し歌った。また歌のみであるがケンタッキーフライドチキン、ペプシコーラ、ジャック・イン・ザ・ボックス、ドクターペッパー、マクドナルドの「You Deserve a Break Today」などのCMソングを歌った。マニロウは、TabとバンドエイドのCMソングで1976年にクリオ賞を受賞した。
1967年まで、マニロウはWCBS-TVシリーズCallback"の音楽監督を務める。次いでエド・サリヴァンの製作会社に雇われ、ラジオやテレビの曲を作曲、監督、歌唱する傍らThe Late Showのテーマ曲を編曲した。同時期にジーン・ルーカスとデュオを結成し、ニューヨークのDownstairsクラブのUpstairsで2期にわたって公演を行った。

### 1970年代
ベット・ミドラーとの付き合いは、1970年から1971年にかけてニューヨークで、Continental Bathsでミドラーや他のアーティストに同行したことから始まった。ミドラーは初期の2枚のアルバム、The Divine Miss M（1972年）とBette Midler（1973年）の共同プロデューサーおよびコンサートツアーThe Divine Miss Mの音楽監督に抜擢。のちにマニロウがアルバムを発表リリースしたときにはミドラーのコンサートで3曲歌うことを許可した。マニロウとミドラーの付き合いは1971年から1975年までの4年間にわたった。
1973年、ベル・レコードからファーストアルバム『バリー・マニロウ』をリリース。収録曲はピアノによるポップからギターによるロックミュージックまで多岐にわたった。収録曲にはマニロウが1972年の戦争演劇Paradesのために作曲した曲が含まれた。当時はチャートで成功を収めることが出来なかった。
株式公開買い付けの結果、クライブ・デイヴィスによる経営の下、ベル・レコードは、他のレーベルを合併しアリスタ・レコードに社名変更し、多くのアーティストを解雇した。しかし、ディオンヌ・ワーウィックのコンサートの前座で演奏するマニロウを見て、デイヴィスはマニロウにはデイヴィスの手の上で勝者がいることを確信し、数十年にわたる指導が始まった。
1974年にベルとアリスタから発売されたマニロウのセカンドアルバム『バリー・マニロウII』で共同作業は実を結び始めた。収録曲にはナンバーワンヒット曲（「哀しみのマンディ」）を含んだ。皮肉にも、自身の作品ではなかったためマニロウは「哀しみのマンディ」を歌うことに抵抗があったが、デイヴィスの意向で収録された曲である。
『バリー・マニロウII』の成功の後、ベルから発売されたファーストアルバムが再編され、『バリー・マニロウI』として再発売された。
マニロウは初のツアーで、ショーの一部としてそれまでに関わったCMソングの一部をまとめたVery Strange Medleyを披露した。
1975年3月22日に『バリー・マニロウII』の宣伝のために『American Bandstand』に出演し「哀しみのマンディ」と「恋はマジック」を歌ったことがきっかけでディック・クラークとの交友が始まった。Dick Clark's New Year's Rockin' Eveへの度々の出演、季節の定番曲"It's Just Another New Year's Eve"、American Bandstandの記念特番、アメリカン・ミュージック・アウォーズでの演奏、1985年のテレビ映画「コパカバーナ」はすべてクラークとの共同プロジェクトである。
「哀しみのマンディ」以降1970年代から1980年代初めにかけてシングルおよびアルバムのヒットが続いた。マルチ・プラチナ、としてはTryin' to Get the Feeling Again、This One's for You、Even Now、One Voiceがある。
ソングライターでありながらもマニロウは提供曲で成功をおさめた。Mandy、Tryin' to Get the Feeling Again、Weekend in New England、Looks Like We Made It、Can't Smile Without You、Ready to Take a Chance Againは自作曲ではない。例えば、I Write The Songsはザ・ビーチ・ボーイズのブルース・ジョンストンによる作品である。作曲はしていないものの、ロン・ダンテと共同で編曲、プロデュースは行った。
Manilow Magic - The Best Of Barry Manilow (Greatest Hits)のリリースをきっかけにイギリスでもブレイクした。このアルバムはテレビで大々的に宣伝され、入手方法はTelediscレーベルによる通信販売のみだった。
1970年代後期から1980年代初期にかけてABCの4本の特別番組に出演しエグゼクティブプロデューサーも務めた。The Barry Manilow Specialはペニー・マーシャルをゲストに迎えた1977年3月2日に3700万人に視聴された。この特番はエミー賞の4部門にノミネートされ、Outstanding Comedy-Variety or Music Special部門で受賞した。
レイ・チャールズがゲスト出演した1978年のThe Second Barry Manilow Specialは、エミー賞の4部門にノミネートされた。
マニロウのReady To Take a Chance AgainとCopacabanaは元々映画Foul Playの楽曲だった。Ready To Take a Chance Againは同年のアカデミー歌曲賞にノミネートされた。
コパカバーナはのちに歌詞を元にミュージカル化され、テレビ版にはマニロウが主演し、他に3本が劇場で演じられた。
1979年2月11日、HBOでカリフォルニア州ロサンゼルスのグリーク・シアターでのコンサートが放送された。これは初の有料放送で、プライムタイムの視聴率を試すものとなった。1978年にロイヤル・アルバート・ホールで行われた同ツアーは1時間特番としてイングランドで放送された。
1979年5月23日、ABCはジョン・デンバーをゲストに迎えたThe Third Barry Manilow Specialを放送した。この特番はエミー賞の2部門にノミネートされOutstanding Achievement in Choreography部門で受賞した。同年、ディオンヌ・ワーウィックの復帰アルバムDionneをプロデュース。アリスタから発売された同アルバムはワーウィックにとって初のプラチナ・ディスクであり、I'll Never Love This Way AgainやDeja Vuが収録された。

### 1980年代
1980年代、マニロウはThe Old Songs、Somewhere Down The Road、Read 'Em And Weepでアダルト・コンテンポラリー・チャートのヒットを記録した。10年間ラジオで高い頻度で放送され続けた。
イングランドでは、ロイヤル・アルバート・ホールでコンサートが開かれ5公演すべて完売、50万人近くが21,500席のチケットを求めた。アメリカ合衆国では1984年、ニューヨークのラジオシティ・ミュージックホールで10公演を完売、ミュージックホール52年の歴史上最高の200万ドルの興行記録を作り上げた。
1980年、ディオンヌ・ワーウィックをゲストに迎えたOne Voiceスペシャルがエミー賞の「Outstanding Achievement in Music Direction」の候補にノミネートされた。
1980年にはまた、ウェンブリー・アリーナでの完売コンサートがツアー中に放送された。マニロウはセルフ・タイトルのバリーをリリースしたが、これは15位に終わりアメリカ合衆国でトップテンに入らなかった初のアルバムとなった。このアルバムにはI Made It Through The RainやBermuda Triangleが収録された。We Still Have Timeは1980年のドラマTributeで使用された。
続いて1981年にアルバムIf I Should Love Againをリリース。The Old Songs、Let's Hang On、Somewhere Down The Roadが収録された。それまではロン・ダンテとの共同プロデュースであったが、このアルバムは単独プロデュースされた。
ペンシルベニア州ピッツバーグのピッツバーグ・シヴィック・アリーナで行われた完売コンサートは、Showtimeで全国的に、フィラデルフィアで今はなき地域限定スポーツ・映画チャンネルPRISMで放送された。
1982年、ロイヤル・アルバート・ホールでの完売ショーがイングランドで放送された。ライブアルバムおよびビデオBarry Live in Britainに同公演の模様が収録された。
1983年8月27日、イギリスのブレナム宮殿で、画期的な屋外コンサートを行った。こういった形式のイベントは初めてで、観客動員数は控えめに推定して40,000人とされる。
1983年12月、マニロウがワールドツアーで訪れたアメリカ合衆国とカナダの主要大学6校の音楽学部に寄贈すると報道された。寄贈は、若い才能を発掘し、育てる活動の一環として行われた。
レコードキャリア初期から、レコード・エグゼクティブのクライヴ・ディヴィスの影響をアルバムに与えることをしぶしぶ許可したが、中期にはマニロウ自身の音楽性を探求しレパートリーを拡大し始めた。その結果、1984年の一発録りによるジャズ/ブルースアルバム2:00 AM Paradise Cafeが生まれた。1984年にサラ・ヴォーンやメル・トーメなどの伝説的ジャズ歌手とともにアルバムを録音するマニロウのドキュメンタリー番組がShowtimeで放送された。
1984年と1985年に、イングランドでナショナル・エキシビジョン・センターで行われたコンサートの1時間特番が2本放送された。
1985年に、アリスタ・レコードを去りRCAレコードに移籍した。RCAからポップ・アルバム・マニロウをリリースし、フランス語、イタリア語、ポルトガル語、日本語をはじめとする多言語で歌いデュエットもし国際的な音楽の段階を開始した。アルバム・マニロウはパラダイス・カフェとは逆で、現代的アップ・テンポ曲やシンセサイザーを使った曲を多数収録した。1985年に、日本の日本武道館で行われたコンサート特番で「さくらさくら」を琴で演奏する姿が放送された。
1985年にトニー・スター役でCBS映画『コパカバーナ』に主演。映画出演はこれが最初で最後である。共演はローラ・ラマール役のアネット・オトゥール、リコ役のジョセフ・ボローニャ。これは初のテレビ用ミュージカルで、TVガイド誌による1985年の最高のテレビ特番のうちの1つに選ばれた。マニロウは実績のある共同制作者ブルース・サスマンとジャック・フェルドマンによる歌詞を用いて映画の使用曲を全曲作曲した。RCAレコードも、映画のサウンドトラック・アルバムを発表した。
1986年10月、ブルース・サスマン、トム・スコット、チャーリー・フォックスとともにワシントンD.C.を訪れ、2日間に渡り議員と会談し、当時のアル・ゴア上院議員（民主党-テネシー州）と昼食をともにした。訪問の目的は地元のテレビ局によって提唱される、シンジケートにされたテレビ番組の再放送で主題歌と付随音楽のソングライター-製作者ソースライセンスを負託して、現行の包括的な許可の使用を認めない著作権法案に反対するロビー活動のためであった。ソングライターによると、包括的な許可なしではシリーズが成功するかどうかわからず、アーティストは前金で個々に製作者と交渉しなければならない。現行では曲の使用回数分支払われる方式である。マニロウは、この法案が完全に包括的な許可をなくす放送局の先例の働きをするとコメントした。
翌年、3年がかりで完成した自伝Sweet Life: Adventures on the Way to ParadiseがMcGraw-Hillから出版された。自伝の宣伝の一環として答えた電話インタビューで、マニロウは自身の音楽について「私はのどかなL.A.に住んでいるが、気持ちは精力的なニューヨーカーであり、それは音楽にも反映している。批評家に退屈でくだらないバラードだと言われるたびに驚いた」と述べている。
マニロウは、1987年にアリスタ・レコードに復帰しSwing Streetをリリースした。このアルバムは、伝統的なアフターダークとテクノ・ジャズの混成を含み、マニロウの自叙伝的な歌であるBrooklyn Blues、マイアミ・サウンド・マシーンのリード・シンガーのグロリア・エステファンの夫エミリオ・エステファンプロデュースによるKid Creoleとのデュエットによるアップ・テンポ・ラテンスタイルのHey Mamboが収録された。
1988年3月、Kid Creole and the Coconuts、フィリス・ハイマン、スタンリー・クラーク、カーメン・マクレー、トム・スコット、ジェリー・マリガン、ダイアン・シューア、フル・スウィング、当時のバックバンドUncle Festiveを含むゲストを招きSwing Streetと2:00 AM Paradise Cafeの2枚のアルバム曲を演奏したBig Fun on Swing StreetがCBSで放送された。この特番はエミー賞のOutstanding Lighting Direction (Electronic): For a VarietyとMusic or drama series, a miniseries or a specialの2部門にノミネートされ、Outstanding Art Direction for a Variety or Music programを受賞した。
イングランドでは、Big Fun Tour de Forceツアー中、もう一つのNECアリーナで行われた1時間のコンサート特番が放送された。
1988年、ディオンヌ・ワーウィック率いるワーウィック財団のための慈善コンサートThat's What Friends Are For: AIDS Concert '88でPlease Don't Be ScaredとMandy/Could It Be Magicを演奏し、2年後にShowtimeで放送された。
1988年、ウォルト・ディズニー・ピクチャーズのアニメ映画「オリバー」でベット・ミドラー演じるキャラクターによってマニロウ作曲の新曲Perfect Isn't Easyが歌われた。
1989年発表のBarry Manilowには、Please Don't Be Scared、Keep Each Other Warm、The One That Got Awayが収録され、自作曲収録アルバムの連続に終止符を打った。2曲を除けば作曲も編曲も他人によるもので、カバーとコンピレーションの始まりだった。
1989年4月18日から6月10日にかけてBarry Manilow at the Gershwinを44公演行った。偶然、Gershwin Theatre（正式にはUris Theatreと呼ばれる）は、初回のABCテレビ特番が収録された場所でもある。
Barry Manilow Live On Broadwayの翌年に発売された同ショーの90分間のビデオはベストセラーとなった。1時間特番Barry Manilow SRO On Broadwayは、このビデオからハイライトを編集した。
マニロウは、ブロードウェー・ショーの完売世界ツアーにこのセットを付け加えた。

### 1990年代
1990年代、マニロウはシンガーソングライターからカバー・アーティストに転向し、アルバムの内容が大幅に変化した。1989年のリリース、バリーマニロウからの流れを汲んで1990年にクリスマスアルバムBecause It's Christmasをリリース。
ブロードウェイの曲を集めたShowstoppers（1991年）、Singin' with the Big Bands（1994年）、1970年代後期の曲を集めたSummer of '78と「イベント」的なアルバムが続いた。
フランク・シナトラの死後数ヶ月後にリリースしたトリビュート・アルバムManilow Sings Sinatra（1998年）で90年代を終えた。
1990年、日本でNational Eolia Special: Barry Manilow On Broadwayが放送され、1989年から1990年にかけて行われたLive on Broadwayツアーからの曲に加え、Eolia（同名のエアコンのCMソング）を歌った。
1990年代初期、マニロウは3本のアニメ映画のために作詞家ジャック・フェルドマンとブルース・サスマンの詞に曲をつける契約をドン・ブルースと結んだ。マニロウはThumbelina（1994年）とThe Pebble and the Penguin（1995）のためのブロードウェイ風の曲を共作した。3本目の映画RapunzelはPebbleの失敗によりお蔵入りとなった。マニロウは、クリケットの声に配役されることになっていた。
1992年2月19日、マニロウは下院法案3204The Audio Home Recording Act of 1991を支持するために知的財産権及び司法行政下院委員会の小委員会で証言した。この法案は、1992年10月28日にジョージ・H・W・ブッシュ大統領によって署名された。家電業界と音楽業界の歴史的な妥協案であるこの法案はすぐに発効された。
1993年、資金集めのために同年にイングランドのウェンブリー・アリーナで収録されたBarry Manilow: The Best of MeがPBSで放送された。BBCでも同番組が1時間枠で放送され、マニロウいわく"lucky strike extra"と呼ばれるビデオThe Greatest Hits...and then some未収録曲を特別に披露した。
1994年3月30日に公開されたドン・ブルース監督のワーナー・ブラザース長編アニメーションミュージカル映画『おやゆび姫 サンベリーナ』では、『クレイジー・フォー・ユー』『リトル・マーメイド』のジョディ・ベンソンを主演に迎え劇中歌すべての作曲を担当。またマニロウ自身も、エンドタイトルソング”Let Me Be Your Wings”を歌った。
マニロウは長年の付き合いの作詞家ブルース・サスマンとともにミュージカルコパカバーナをリメイクした。リメイクにはマニロウによる新曲を含み、ロンドン・ウエスト・エンドで2年間上演されツアー会社が作られた。
1996年12月、2本のLive By Requestsのうちの1本目Barry Manilow: Live By RequestがA&Eで放送された。この放送は240万人が視聴したと推定され、A&Eの最高視聴率記録を塗り替えた。この番組はラジオでも同時放送された。1997年3月、ヒット曲や当時の最新アルバムSummer of '78の曲のピアノソロとインタビューからなる1時間特番Barry Manilow: The Summer of '78がVH-1で放送された。
マニロウとサスマンはカリフォルニア州La JollaのLa Jolla Playhouseで1997年10月7日から11月23日まで上演されたミュージカルHarmonyを共作した。2003年後半、Harmonyはフィラデルフィアでブロードウェイ進出前にテスト上演される予定だったが、財政難で中止を余儀なくされた。2005年、プロデューサーのマーク・シュワルツとの法廷で争い、マニロウとサスマンはミュージカルの版権を取り戻した。このミュージカルがいつブロードウェイに上陸するかは現在不明である。
1999年10月23日、ネバダ州ラスベガスのマンダレイ・ベイで収録された2時間特番StarSkates Salute to Barry ManilowがNBCで放送された。同番組では多数のフィギュアスケーターがマニロウの音楽に合わせて演技を披露し、マニロウも演技を披露した。

### 2000年代
21世紀はテネシー州ナッシュビルのテネシー・パフォーミング・アーツ・センターで2日連続で収録されたManilow Country、Manilow Live!の2本の特番で幕を開けた。2000年4月11日、2時間特番Manilow CountryがThe Nashville Network (TNN)で放送された。同番組ではカントリー・スターのトリーシャ・イヤウッド、ニール・マッコイ、ディーナ・カーター、ジョディー・メッシーナ、ローリー・モーガン、ケビン・シャープ、ライラ・マッキャン、ジリアン・ウェルチ、ジャシー・ベラスケスがマニロウのヒット曲をカントリー風にアレンジして歌い、マニロウも歌を披露した。同番組はTNN初の高視聴率番組となり、TNNの最高視聴率コンサート特番のうちの1つとなった。
2000年6月、30人のオーケストラと合唱隊をバンドに加えた2時間のコンサート特組Manilow Live!がディレクTVで放送された。ヒット曲を多数含む直近のコンサートツアーを記録したこの高精細度テレビジョン放送特番はビデオ化された。
2000年、モニカ・マンシーニと共同でコンコードから発売されたマンシーニのアルバムThe Dreams of Johnny Mercerを制作。マニロウはマーサーの詞に7曲メロディーをつけた。
一方、マニロウとアリスタ・レコードとの契約は、新しい管理体制により更新されなかった。マニロウはカリフォルニアのジャズレーベルコンコード・レコードと契約し、長いこと計画を練っていたコンセプトアルバムHere at the Mayflowerの制作にとりかかった。このアルバムもまた様々なスタイルの折衷混合で、ほぼ全曲マニロウ自身によって作曲、プロデュースされた。
コンコード・レコードとの契約期間中、2002年から2005年まで4年連続で作詞能力を評価するために6人の優秀な学生にThe Barry Manilow Scholarshipを授与した。UCLAのエクステンション・コースWriting Lyrics That Succeed and Endureはマニロウの長年の共同制作者マーティ・パンザーによって教えられ、学生たちは、それぞれパンザーの個人指導3時間に加え「マスタークラス」を3コマ受講した。奨学金受取者はコースの成績、作詞能力、インストラクターによる作曲の素質の評価を基準にインストラクターによって選ばれた。
2002年2月、アリスタ・レコード発売のベストアルバムUltimate Manilowがビルボード200（アルバムチャート）初登場3位を記録し、久しぶりのヒットとなった。2002年5月18日、マニロウはUltimate Manilowの宣伝のためにCBSに出演、1988年のBig Fun Swing Street特番以来14年ぶりのCBS出演となった。特番はハリウッドのコダック・シアターで収録され、"Outstanding Music Direction"部門でエミー賞にノミネートされた。
2003年9月30日に、マニロウプロデュースによるBette Midler Sings the Rosemary Clooney Songbookがリリースされた。これは20年以上ぶりのベット・ミドラーとの共同作業となった。アルバムはゴールド・ディスクとなり、続いて2005年にはBette Midler Sings the Peggy Lee Songbookを共同制作した。
2003年12月3日、2公演のコンサートのうちの2公演目のA Barry Manilow Christmas: Live by RequestがA&Eで放送された。この2時間特番ではクリスマスソングのリクエストを受けてバンドおよびオーケストラとともに演奏した。シンディ・ローパー、ホセ・フェリシアーノ、ベット・ミドラーがゲスト出演した。
2004年には、ライブアルバム2 Nights Live! (BMG Strategic Marketing Group, 2004)とミュージカルの楽曲を収録したScores: Songs from Copacabana & Harmonyの2枚のアルバムをリリースした。Scoresはコンコード・レコードから発売された最後のアルバムとなった。
2004年9月15日、マニロウがオプラ・ウィンフリー・ショーに3度目に出演した際、ウィンフリーはマニロウが同番組で最も視聴者からのリクエストの多いゲストの1人であると発表した。番組でOne Night Live! One Last Time!ツアーの宣伝を行い、最後の公演ではないが、トラックとバスによる移動で6ヵ月間行うツアーはこれが最後となること、大都市での公演は今後も行うことを発表した。同ツアーは22都市で完売し、25万人を動員、最新アルバムの宣伝となった。
2004年12月14日、ネバダ州ラスベガスのラスベガス・ヒルトン・ホテル経営陣はマニロウとともに記者会見を行い、長期公演「MANILOW Music & Passion」を行う契約をしたと発表した。2006年3月に公演契約は2008年まで延長された。
マニロウは2006年1月31日にリリースされるカバーアルバム『The Greatest Songs of the Fifties』のために、クライヴ・ディヴィスの提案でアリスタ・レコードに復帰した。デイヴィスがマニロウのラスベガスショーに出向き提案したときに、マニロウはこれに感動したと告げた。「彼に提案されたとき、私は額を叩き、こう言った。『なぜ誰もこの考えにいたらなかったのか？』と。クライヴ・ディヴィスは唯一無二の存在。長い年月を経て再び彼と働けることは光栄でありとても幸運に思う。故郷に帰るような気分。」と、マニロウは言った。アルバムには「Are You Lonesome Tonight?」や「Unchained Melody」など往年のヒット曲を収録。予想に反し2006年2月18日付のチャート初登場1位を記録するヒットとなった。同チャートでの1位は『Barry Manilow Live』以来29年振りであり、初登場1位となったのはこれが初めてであった。アメリカ合衆国でプラチナ・ディスクを獲得し、全世界で300万枚以上を売り上げた。
2006年3月、PBSの資金集めの一環として、ヒルトン公演の模様を収録したBarry Manilow: Music and PassionがPBSで放送された。マニロウはエミー賞の2部門にノミネートされ、"Outstanding Individual Performance in a Variety or Music Program"部門で受賞した。
2006年10月31日に、1950年代トリビュート・アルバムの続編として、「And I Love Her」や「Can't Help Falling in Love」を含む『The Greatest Songs of the Sixties』リリース。前作に続くヒットとなり、ビルボード200で初登場2位を記録した。
2007年1月、故郷のニューヨーク市のマディソン・スクエア・ガーデンでコンサートを3公演行った。目玉の一つとして、マニロウが生演奏し、スクリーンではテレビ初出演時の映像を流すというパフォーマンスが行われた。
2007年9月18日に、1950年代、1960年代トリビュート・アルバムの第3弾として、『The Greatest Songs Of The Seventies』がリリースされ、ビルボード200で初登場4位を記録した。11月1日には、ホールマーク限定で『In The Swing Of Christmas』をリリースした。
2008年、『The Greatest Songs Of The Seventies』の続編として『The Greatest Songs Of The Eightees』が発売された。
2008年、2007年にホールマーク限定で発売された『In The Swing Of Christmas』がアリスタ・レコードから、「Christmas Is Just Around Corner」を追加して、メジャーリリースされた。
2010年、『The Greatest Love Songs Of All Time』を発売、メロウな歌唱で様々なラブソングをカヴァーし披露している。また、全曲オリジナルのロック風のオリジナルアルバムの発売が予定されている。
同年12月にはノーベル平和賞記念コンサートで"Could It Be Magic", "Can't Smile Without You", "Mandy", "Copacabana", "One Voice"の5曲を披露した。

## 私生活
2015年のカミングアウトまで長年世間の反応に怯えて自身の性的指向を明かさずにおり、それがマニロウにとってストレスや不安を招いていた。ゲイリーと出会ったことでより隠さなければいけないという思いは強くなったが、マニロウとゲイリーが連れ立っている姿を見たファンの肯定的な反応により、そういったものは一切なくなったとインタビューで語った。

## 日本との関わり
- 1983年、初来日公演を行ない、後にテレビ放映された。また、ノエビア化粧品のCMソングに「You're Looking Hot Tonight（君はLookin' Hot）」が起用された（2～7月）。「君はLookin' Hot」はオリコン洋楽シングルチャートで1983年5月23日付から4週連続1位を獲得した[3]。
- 1985年、西城秀樹に楽曲を提供。「腕の中へ -In Search of Love-」では、西城とのデュエットとして自ら参加して、日本で大ヒットした。また、2度目の来日公演を行った。
  - 『腕の中へ〜In Search of Love〜』
  - 『愛の翼〜It's All Behind Us Now〜』
- 1989年、ナショナルエアコン「エオリア」でCMソングを担当（「夢の中のエオリア」）。
- 2006年、『The Greatest Songs Of The Fifties』日本盤で、岩崎宏美と「Sincerely/Teach Me Tonight」をデュエット。この縁でラスベガス・ヒルトンで長期公演「MANILOW Music & Passion」にゲスト出演を果たした。「Sincerely/Teach Me Tonight」は、岩崎のカヴァー・アルバム『Dear Friends III』（2006.9.27）にも収録された。
- 2006年、日本でキャメロン・ディアスが出演するソフトバンクモバイルのCMソングに「コパカバーナ」が起用された。

## 作品

### アルバム
- 1973年 Barry Manilow
- 1974年 Barry Manilow II
- 1975年 Tryin' To Get The Feeling - 歌の贈りもの
- 1976年 This One's For You
- 1977年 Barry Manilow / Live
- 1978年 Even Now
- 1978年 Foul Play Soundtrack
- 1978年 Barry Manilow / Greatest Hits
- 1979年 One Voice
- 1980年 Barry
- 1981年 If I Should Love Again
- 1982年 Live In Britain
- 1982年 Here Comes The Night
- 1983年 Barry Manilow / Greatest Hits Vol. II
- 1984年 2:00 AM Paradise Cafe
- 1985年 The Manilow Collection / Twenty Classic Hits
- 1985年 Manilow
- 1986年 Copacabana (TV) Soundtrack
- 1987年 Swing Street
- 1989年 Barry Manilow
- 1990年 Live On Broadway
- 1990年 Because It's Christmas
- 1991年 Showstoppers
- 1993年 Hidden Treasures / Highlights From The Complete Collection And Then Some...
- 1994年 Thumbelina Soundtrack - 『おやゆび姫 サンベリーナ』サウンドトラック
- 1994年 Singin' With The Big Bands - シンギン・ウィズ・ザ・ビッグ・バンド
- 1995年 The Pebble And The Penguin Soundtrack
- 1996年 Summer Of '78
- 1998年 Manilow Sings Sinatra
- 2001年 Here At The Mayflower
- 2002年 Ultimate Manilow - 歌の贈りもの〜ベスト・オブ・バリー・マニロウ：コンピレーション
- 2002年 A Christmas Gift Of Love
- 2004年 2Nights Live!
- 2004年 Manilow Scores - Songe From Copacabana And Harmony
- 2005年 The Essential Barry Manilow
- 2005年 The Very Best Of Barry Manilow
- 2006年 The Greatest Songs Of The Fifties
- 2006年 The Greatest Songs Of The Sixties
- 2007年 The Greatest Songs Of The Seventies
- 2007年 In The Swing Of Christmas (Hallmark)
- 2008年 The Greatest Songs Of The Eighties
- 2009年 In The Swing Of Christmas (Arista)
- 2010年 The Greatest Love Songs Of All Time
- 2011年 15 Minutes
- 2011年 Duets
- 2012年 Live in London
- 2014年 Night Songs
- 2017年 This is my town Songs of New York

### 映像作品
- 1994年 Greatest Hits...& Then Some
- 2000年 Manilow Live!
- 2002年 Ultimate Manilow! - Live from Kodak Theatre
- 2005年 Music and Passion - Live From Las Vegas
- 2006年 First & Farewell

### ヒットシングル
- 1974年 Mandy
- 1975年 It's A Miracle
- 1975年 Could It Be Magic
- 1975年 I Write The Songs
- 1976年 Tryin' to Get the Feeling Again
- 1976年 This One's For You
- 1976年 Weekend In New England
- 1977年 Looks Like We Made It
- 1977年 Daybreak (Live)
- 1977年 It's Just Another New Year's Eve
- 1978年 Can't Smile Without You
- 1978年 Even Now
- 1978年 Copacabana (At The Copa)
- 1978年 Ready To Take A Chance Again
- 1978年 Somewhere in the Night
- 1979年 Ships
- 1979年 When I Wanted You
- 1980年 I Don't Want To Walk Without You
- 1980年 Bermuda Triangle
- 1980年 I Made It Through The Rain
- 1981年 Lonely Together
- 1981年 The Old Songs
- 1981年 Somewhere Down the Road
- 1982年 Let's Hang On
- 1982年 If I Should Love Again
- 1982年 Stay (live)
- 1982年 Stay
- 1982年 I Wanna Do It With You
- 1982年 Memory
- 1982年 I'm Gonna Sit Right Down And Write Myself A Letter
- 1983年 Some Kind Of Friend
- 1983年 Read 'Em And Weep
- 1983年 You're Looking Hot Tonight
- 1984年 When October Goes
- 1985年 Paradise Cafe
- 1985年 Run To Me (Duet with Dionne Warwick)
- 1985年 In Search Of Love
- 1986年 He Doesn't Care (But I Do)
- 1986年 I'm Your Man
- 1988年 Brooklyn Blues
- 1988年 Hey Mambo
- 1989年 Keep Each Other Warm
- 1989年 Please Don't Be Scared
- 1989年 The One That Got Away
- 1990年 If I Can Dream
- 1990年 If You Remember Me
- 1990年 Some Good Things Never Last (with Debra Byrd & Dana Robbins)
- 1990年 Because It's Christmas
- 1992年 Another Life
- 1994年 Let Me Be Your Wings (with Debra Byrd)
- 1997年 I'd Really Love to See You Tonight
- 1997年 I Go Crazy
- 2001年 Turn the Radio Up
- 2003年 River
- 2006年 Unchained Melody
- 2006年 Love Is A Many Splendored Thing

## 受賞歴
- グラミー賞

1979年 Best Male Pop Vocal Performance　"Copacabana (At the Copa)"
- アメリカン・ミュージック・アウォーズ

1978年 Favorite Pop/Rock Male Artist
1979年 Favorite Pop/Rock Male Artist
1980年 Favorite Pop/Rock Male Artist
- エミー賞

1977年 OUTSTANDING WRITING IN A COMEDY-VARIETY OR MUSIC SPECIAL
1977年 OUTSTANDING SPECIAL - COMEDY-VARIETY OR MUSIC
1978年 OUTSTANDING WRITING IN A COMEDY-VARIETY OR MUSIC SPECIAL
1978年 OUTSTANDING SPECIAL - COMEDY-VARIETY OR MUSIC
2006年 Outstanding Individual Performance In A Variety Or Music Program
- '85 FNS歌謡祭 特別賞

## 日本公演
- 1983年

3月25日 東京プリンスホテル（鳳凰の間）、3月27日、28日、29日 日本武道館、3月30日 NHKホール、4月1日 名古屋市民会館、4月2日、3日 フェスティバルホール、4月4日 福岡サンパレス、4月6日 神奈川県民ホール
- 1985年

6月3日 北海道厚生年金会館、6月5日 神奈川県民ホール、6月6日 大阪城ホール、6月7日 福岡国際センター、6月8日 フェスティバルホール、6月10日 愛知県体育館、6月11日　静岡県草薙総合運動場体育館、6月12日、13日、14日 日本武道館
- 1990年

4月17日 フェスティバルホール、4月18日、19日　大阪港・クイーン・エリザベス2世号、4月21日 名古屋市民会館、4月22日 昭和女子大学人見記念講堂、4月26日 神戸国際会館、4月27日 浦和市文化センター、4月28日、29日 NHKホール
- 1992年

11月25日 神奈川県民ホール